# Одди, Руджеро
Рудже́ро О́дди (полное имя: Руджеро Фернандо Антонио Джузеппе Винченцо Одди; итал. Ruggero Ferdinando Antonio Guiseppe Vincenzo Oddi; 20 июля, 1864, Перуджа, Италия — 22 марта, 1913, Тунис (город), Тунис) — итальянский физиолог и анатом.

## Биография
Родился в скромной семье в небольшом итальянском городке Перуджа. Руджеро — младший, пятый ребёнок в семье архивиста и секретаря госпиталя Перуджи Филиппо Одди и флорентийки Зелинды Пампальини (итал. Zelinda Pampaglini). В 1880 году умирает его мать. В 1883-м он поступает в Университет Перуджи, где обучается медицине 4 года, затем ещё один год — в Болонье и ещё один год — во Флоренции. 2 июля 1889 года получает квалификацию врача и хирурга. В свои молодые годы он блестящий анатом и физиолог. В 1894 году, в возрасте 29 лет, назначен главой Института физиологии Университета Генуи (итал. Universita degli Studi di Genova). В 1900 году освобождён от этой должности за употребление наркотиков и финансовые нарушения. Позже устроился в Бельгийскую колониальную службу и недолгое время работал врачом в Бельгийском Конго. У него, в том числе из-за употребления наркотиков, развивается психическая неуравновешенность. Умер Руджеро Одди в 1913 году в Тунисе. Место захоронения неизвестно.

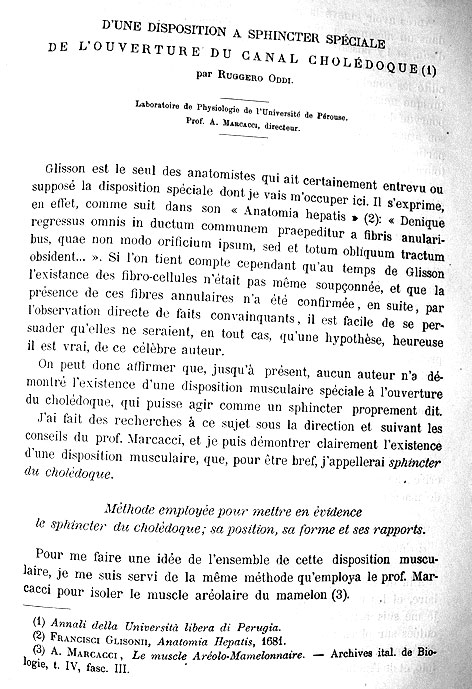
Первая страница статьи Одди «D’une disposition a sphincter speciale de l’ouverture du canal choledoque» (Arch. Ital. Biol., 1883), где описывается функционирование сфинктера

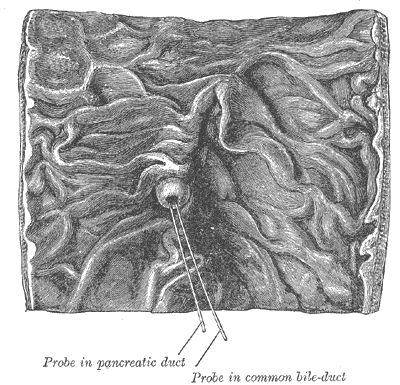
Сфинктер Одди находится в Фатеровом сосочке (на рисунке), располагающимся на внутренней поверхности нисходящей части двенадцатиперстной кишки

## Сфинктер Одди
В возрасте 23 лет, будучи ещё студентом Университета в Перудже, Одди изучил, измерил его запирающие характеристики и описал небольшой сфинктер — мышечный клапан, располагающийся в Фатеровом (Большом дуоденальном) сосочке на внутренней поверхности двенадцатиперстной кишки, управляющий поступлением жёлчи и панкреатического сока и препятствующий попаданию содержимого кишечника в жёлчные и панкреатические протоки. И хотя факт существования этого сфинктера был описан за 200 лет до Одди Фрэнсисом Глиссоном (1597—1677), студенческая работа Одди обессмертила его имя.
В честь Одди названы:
- Сфинктер Одди.
- Синдром Одди — спазм сфинктера Одди, вызывающий болевой синдром и, иногда, инконтиненцию сфинктера. В середине 20-го века полагали, что длительный спазм сфинктера Одди может привести к его фиброзу (рубцеванию) и развитию папиллостеноза с нарушением оттока желчи в двенадцатиперстную кишку, что, в свою очередь, может привести к механической желтухе, холангиту, желчнокаменной болезни. В настоящее время термин не используется.
- Оддит — воспаление сфинктера Одди (термин использовался в основном в работах аргентинской школы билиарной хирургии (P.Mirizzi, D.DelValle, G.Massenti (как дань уважения соотечественнику — в Аргентине сильна итальянская диаспора, в том числе, среди врачей); работы относятся к 30-60-м годам 20-го века); после 1980 года в серьёзной литературе, посвящённой билиарной хирургии, эндоскопии или морфологии гепатобилиарнопанкреатодуоденальной области не замечен; в настоящее время термин без сомнения устарел, поскольку вопрос об изолированном воспалении этого сфинктера снят; вместо него обычно используют термин острый или хронический папиллит, то есть, «воспаление фатерова сосочка», который, впрочем, тоже используется все реже, уступая место термину дисфункция сфинктера Одди  Архивная копия от 10 февраля 2020 на Wayback Machine).